# Ик (Аляска)
Ик (англ. Eek, ц.-юп. Iik) — поселение со статусом «город» (city) в зоне переписи населения Бетел, штат Аляска, США.

## География, описание, этимология, климат
Ик расположен в юго-западной части штата на одноимённой реке примерно в 12 километрах (по прямой) от её впадения в залив Кускокуим. Площадь города составляет 2,68 км², из которых 0,32 км² занимают открытые водные пространства.
Автомобильных дорог до города не проложено, круглогодичное сообщение с «большой землёй» осуществляется с помощью одноимённого аэропорта, расположенного чуть юго-западнее города (одна гравийная полоса длиной 988 метров, в 2007 году обработано 3759 операций «взлёт-посадка»). Также чуть восточнее города расположена заброшенная взлётно-посадочная полоса длиной около 400 метров. Она находится в условно удовлетворительном состоянии, и на неё иногда приземляются лёгкие частные самолёты. Зимой для посещения близлежащих поселений широко используются снегоходы.
В Ике работает школа, в которой обучаются 89 детей, есть русская православная церковь, клиника, спасательная служба. 80—90 % рациона местных жителей составляют лососёвые. Ввоз и продажа алкоголя на территории Ика запрещены.
Название города с языка местных эскимосов переводится как «Два глаза», в связи с чем его можно отнести к так называемым необычным топонимам.
В среднем за год на город выпадает 559 мм дождя и 109 см снега.

## История
Первоначально Ик находился на реке Апокок, но в 1930-х годах поселение было перенесено на нынешнее место в связи с участившимися наводнениями. В 1949 году здесь было открыто почтовое отделение. Статус «город» (city) поселение получило 9 июля 1970 года.

## Демография
2010 год
По переписи 2010 года в Ике проживали 296 человек: 157 мужского пола и 139 женского в 91 доме. Расовый состав: эскимосы — 97,7 % (289 человек), белые — 2,3 % (7 человек), афроамериканцев, азиатов и лиц прочих рас в городе не проживало. Кроме того, 1 % (3 человека) населения составляли латиноамериканцы (любой расы).
2012 год
По оценкам 2012 года средний доход домохозяйства города составил 35 107 долларов в год, при среднем показателе по штату 67 712 долларов; на душу населения — 10 437 долларов в год.
2013 год
По оценкам 2013 года в Ике проживали 309 человек: 155 мужского пола и 154 женского в 105 домах. Средний возраст горожанина составил 27,5 года, при среднем показателе по штату 35,3 года. О происхождении своих предков 1,7 % жителей сообщили, что те были шотландцы. Опрос жителей старше 15 лет показал, что 51,9 % из них не состоят в браке и никогда в нём не были, 35 % состоят в браке и живут совместно, 3,7 % состоят в браке, но живут раздельно, 6,9 % вдовствуют и 2,5 % находятся в разводе. Средний доход домохозяйства города составил 38 438 долларов в год, 22,9 % населения жили за чертой бедности.
2014 год
По данным на июнь 2014 года безработица в Ике составила 16,5 %, при среднем показателе по штату 6,7 %.